# Білий башлик
«Білий башлик» (рос. «Белый башлык») — український радянський художній фільм 1974 року режисера Володимира Савельєва.

## Сюжет
Легенда про народного месника…

## У ролях
- Томас Кокоскерія
- Афанасій Кочетков — Яків
- Нурбій Камкія
- Леварса Касландзіа
- Валерій Кове
- Інга Гунба
- Шарах Пачаліа
- Сергій Пачкорія
- Аміран Таніа
- Сергій Габніа
- Павло Шкрьоба

та інші.

## Творча група
- Сценарій: Баграт Шинкуба
- Режисер: Володимир Савельєв
- Оператор: Вадим Іллєнко
- Композитор: Володимир Губа